# ون فان
ون فان (انگلیسی: Wen Fan؛ زادهٔ ۲۰ فوریهٔ ۱۹۶۰) بازیکن واترپلو اهل چین بود. وی در بازی‌های المپیک تابستانی ۱۹۸۸ شرکت کرده‌است.